# 查爾瓦科查山 (卡哈坦博-奧永)
10°32′51″S 76°51′19″W / 10.54750°S 76.85528°W
查爾瓦科查山（Chalhuacocha），是秘魯的山峰，位於該國中南部利馬大區，由卡哈坦博省和奧永省負責管轄，屬於安地斯山脈的一部分，海拔高度5,200米。